# Serbia e Montenegro all'Eurovision Song Contest
La Serbia e Montenegro ha partecipato all'Eurovision Song Contest due volte, per la prima volta nel 2004, ottenendo al suo debutto un grandissimo successo con un secondo posto in classifica con la performance di Željko Joksimović. Nel 2005, la seconda partecipazione ottenne un settimo posto in classifica con la band di Podgorica, Montenegro, i No Name. Formalmente la Serbia e Montenegro partecipò anche all'edizione del 1992 quando era ancora chiamata Repubblica Federale di Jugoslavia; da allora, fu assente per 11 edizioni.
La stessa band montenegrina doveva partecipare anche all'edizione del 2006 con la canzone Moja ljubavi ma, a causa di una serie di accuse di brogli tra le due emittenti televisive, la serba SRT e la montenegrina RTCG, il 20 marzo 2006 la Serbia e Montenegro si è ufficialmente ritirata dalla gara. Il paese (o più precisamente la Serbia, visto che in Montenegro la gara non è stata trasmessa) ha però partecipato all'Eurovision Song Contest 2006 prendendo parte alle votazioni. Quello stesso anno, Joksimović fu tra gli autori della canzone della Bosnia Lejla, che finì terza; inoltre, Jovana Jankovic, che diede i voti, disse «Come potete vedere, quest'anno non abbiamo portato una canzone ma, ve lo promettiamo, l'anno prossimo vi daremo di meglio», cosa che avvenne per la parte serba con la vittoria di Marija Šerifović.
A seguito del referendum sull'indipendenza del Montenegro, dal 2007 i due paesi partecipano alla manifestazione come stati separati.

## Partecipazioni
- Primo posto
- Secondo posto
- Terzo posto
- Ultimo posto

| Anno                    | Artista           | Canzone       | Lingua       | Posizione | Posizione | Posizione                | Posizione                |
| Anno                    | Artista           | Canzone       | Lingua       | Finale    | Punti     | Semi                     | Punti                    |
| ----------------------- | ----------------- | ------------- | ------------ | --------- | --------- | ------------------------ | ------------------------ |
| 2004                    | Željko Joksimović | Lane moje     | Serbo        | 2º        | 263       | 1º                       | 263                      |
| 2005                    | No Name           | Zauvijek moja | Montenegrino | 7º        | 137       | Top 12 l'anno precedente | Top 12 l'anno precedente |
| 2006                    | No Name           | Moja ljubavi  | Montenegrino | Ritirata  | Ritirata  | Top 10 l'anno precedente | Top 10 l'anno precedente |
| Paese non più esistente |                   |               |              |           |           |                          |                          |

- Nel 2006 la Serbia e Montenegro si è ritirata dalla manifestazione ma tenne comunque il diritto di voto.

## Statistiche di voto
Fino al 2005, le statistiche di voto della Serbia e Montenegro sono:
| # | Stato                | Punti |
| - | -------------------- | ----- |
| 1 | Macedonia del Nord   | 27    |
| 2 | Croazia              | 25    |
| 2 | Grecia               | 25    |
| 4 | Bosnia ed Erzegovina | 22    |
| 5 | Albania              | 16    |

| # | Stato                | Punti |
| - | -------------------- | ----- |
| 1 | Austria              | 24    |
| 1 | Croazia              | 24    |
| 1 | Svizzera             | 24    |
| 4 | Bosnia ed Erzegovina | 22    |
| 4 | Slovenia             | 22    |

| # | Stato                | Punti |
| - | -------------------- | ----- |
| 1 | Macedonia del Nord   | 59    |
| 2 | Croazia              | 42    |
| 3 | Bosnia ed Erzegovina | 41    |
| 4 | Grecia               | 35    |
| 5 | Ucraina              | 25    |

| # | Stato                | Punti |
| - | -------------------- | ----- |
| 1 | Austria              | 36    |
| 1 | Croazia              | 36    |
| 1 | Svizzera             | 36    |
| 4 | Bosnia ed Erzegovina | 34    |
| 4 | Slovenia             | 34    |

## Altri premi ricevuti

### Marcel Bezençon Award
I Marcel Bezençon Awards sono stati assegnati per la prima volta durante l'Eurovision Song Contest 2002 a Tallinn, in Estonia, in onore delle migliori canzoni in competizione nella finale. Fondato da Christer Björkman (rappresentante della Svezia nell'Eurovision Song Contest del 1992 e capo della delegazione per la Svezia fino al 2021) e Richard Herrey (membro del gruppo Herreys e vincitore dalla Svezia nell'Eurovision Song Contest 1984), i premi prendono il nome del creatore del concorso, Marcel Bezençon.
I premi sono suddivisi in 3 categorie:
- Press Award: Per la miglior voce che viene votata dalla stampa durante l'evento.
- Artistic Award: Per il miglior artista, votato fino al 2009 dai vincitori delle scorse edizioni. A partire dal 2010 viene votato dai commentatori.
- Composer Award: Per la miglior composizione musicale che viene votata da una giuria di compositori.

| Anno | Categoria      | Artista           | Canzone       | Compositore       |
| ---- | -------------- | ----------------- | ------------- | ----------------- |
| 2004 | Press Award    | Željko Joksimović | Lane moje     | Željko Joksimović |
| 2005 | Composer Award | No Name           | Zauvijek moja | Slaven Knezović   |